# Rudolfshugel Viena
El Rudolfshugel Viena (en alemán: Sport-Club Rudolfshügel Wien) fue un equipo de fútbol de Austria que jugó en la Bundesliga de Austria, la primera división de fútbol del país.

## Historia
Fue fundado el 2 de septiembre de 1902 en la capital Viena y su nombre viene de la Colina Rudolf. Fue considerado como el primer equipo al cual se identificaban los miembros de la clase obrera del país.
En diciembre de 1903 se afilian a la Federación Austriaca de Fútbol, pero en 1907 varios de sus jugadores jóvenes abandonan el club y pasan a formar al ASV Hertha Viena, naciendo una rivalidad entre ambos equipos. En 1911 se convirtió en uno de los equipos fundadores de la Bundesliga de Austria, en donde apenas salvó la categoría al ganar una serie de playoff. En la temporada de 1916/17 estuvieron a nada de ser campeón nacional a solo un punto del liderato, pero empataron contra el Wiener AF 0-0 mientras que el Rapid Viena ganó su partido y se proclamó campeón. En la temporada de 1918/19 el club obtiene el mejor resultado de su historia al ser subcampeón nacional, pero nunca pudo acercarse al campeón SK Rapid Viena, que lo aventajó por siete puntos en la clasificación general.
El club desciende en la temporada 1922/23 por la seguidilla de malos resultados de temporadas anteriores donde estuvieron en los puestos inferiores de la tabla, aunque retornarían a la primera división como campeones del grupo sur. La temporada 1924/25 fue la primera considerada como profesional, y aunque el club terminó en último lugar, se salvó del descenso por la expansión de equipos para la siguiente temporada.
En 1927 el club fue suspendido por no pagar los salarios de los jugadores y descendió de categoría, por lo que al año siguiente se unió a la Liga VAFÖ hasta que el club desaparece en 1935.
El club jugó 15 temporadas en la Bundesliga de Austria donde disputó 299 partidos con 99 victorias, 59 empates y 141 derrotas; anotó 540 goles y recibió 666.

## Palmarés
- Segunda Liga de Austria: 1

1923/24

## Jugadores

### Jugadores destacados
| - Karl Beck - Heinrich Bielohlavek - Erwin Brazda - Otto Flor - Ferdinand Hoel | - Leopold Kiesling - Leopold König - Heinrich Lebensaft - Josef Milnarik | - Franz Prohaska - Friedrich Wagner - Wilhelm Weihrauch - Ernst Winkler |